# Rijkman Groenink
Rijkman Willem Johan Groenink (Den Helder, 25 augustus 1949) is een Nederlands bankier. Hij is vooral bekend als voormalig voorzitter van de Raad van Bestuur van ABN AMRO.

## Biografie
Groenink werd in 1949 als oudste van drie kinderen geboren in Den Helder. Hij groeide op in Hilversum en studeerde rechten aan de Universiteit van Utrecht en daarna business administration aan de Manchester Business School. Hierna ging hij werken bij de toenmalige AMRO bank. Hier vervult hij diverse functies, vooral op het gebied van kredietverstrekking. In 1982 werd hij directeur van de afdeling bijzondere kredieten. In 1984 was hij betrokken bij de redding van baggermaatschappij Boskalis, die toen op de rand van een faillissement stond. In januari 1986 werd hij directeur-generaal zaken, een functie direct onder de raad van bestuur.

### Fusie
Bij de fusie van de AMRO bank met de ABN in 1990 werd hij lid van de Raad van Bestuur van de nieuwe ABN AMRO bank. In de Raad van Bestuur werd hij verantwoordelijk voor de Divisie Nederland. In mei 2000 volgde hij Jan Kalff op als voorzitter van de Raad van Bestuur. In 2004 werd Groenink benoemd tot officier in de Orde van Oranje-Nassau, en in 2006 stond hij op de vierde plaats in de Volkskrant top 200 invloedrijkste Nederlanders. Op 31 december 2005 werd hij door de redactie van Elsevier verkozen tot Nederlander van het Jaar.
Eind 2005 raakte ABN AMRO door een drietal schandalen in de VS in opspraak, het betrof onder meer fraude met geld van klanten, ontduiking van sancties en witwaspraktijken. In het Wall Street Journal artikel 'Risky Territory; How Top Dutch Bank Plunged Into World of Shadowy Money' werd gesteld dat veel problemen bij de bank onder verantwoordelijkheid van Groenink waren ontstaan of erger geworden. Wel kondigde hij verbeterde interne controles aan om herhaling te voorkomen. In 2004 gaf Groenink volgens de krant opdracht om documenten te vernietigen dan wel verborgen te houden met betrekking tot overtreding van sancties tegen Iran en Libië. Groenink gaf toe het woord "vernietigen" te hebben gebruikt, maar volgens hem sloeg dat alleen op de hem toegefaxte kopie van het rapport. De schandalen hebben tot een aantal schikkingen met de Amerikaanse justitie geleid en er liep in 2007 een strafrechtelijk onderzoek. Volgens analisten was daarmee het imago van de bank beschadigd. Rechtsopvolger RBS betaalde in 2010 nogmaals een schikking van 500 miljoen dollar.
Tijdens fusiebesprekingen van ABN AMRO en Barclays in 2007 rees de vraag of aandeelhouders uit het Verenigd Koninkrijk Groenink als topman zullen accepteren, hij zou in dat land een slechte reputatie hebben. Rijkman bleef toen en zijn hele verdere leven achter deze fusie staan. Ten tijde van het bod van Barclays verkocht ABN AMRO zijn Amerikaanse poot LaSalle Bank aan de Bank of America voor $ 21 miljard, met het beding dat deze verkoop van LaSalle Bank ook door zou gaan indien de overnamepoging van Barclays zou mislukken. Deze bewuste verkoop bleek echter toch niet genoeg om RBS en later het bankentrio van hun recordbod van 71 miljard af te houden en leidde dus niet tot de door de directies beoogde fusie van ABN AMRO met Barclays.

### Vertrek bij ABN Amro
Op 10 oktober 2007 maakte Rijkman Groenink, zoals al verwacht werd, bekend dat hij ABN AMRO zou verlaten na de overname door Fortis, Royal Bank of Scotland (RBS) en Banco Santander. De drie banken betaalden het recordbedrag van 72 miljard euro en wezen Mark Fisher van RBS als zijn opvolger aan. Op 1 november 2007 nam Rijkman afscheid van ABN AMRO. Hij kreeg een vertrekpremie mee van 2 jaarsalarissen ter waarde van 4,3 miljoen euro. Dit was boven op de bijna 26 miljoen euro die hij verdiende met de aan hem eerder toegekende opties en aandelen. Het hoge bedrag dat Groenink ten deel viel wekte verontwaardiging omdat hij niet goed gepresteerd zou hebben, ondanks het recordbedrag dat voor de bank door de overnamepartners moest worden betaald. Op 17 oktober 2007 hield de Tweede Kamer een spoeddebat over de overname van ABN AMRO en de hoge beloning van Groenink. Dit debat leidde niet tot een lagere beloning van de voormalig topman.

## Aandeelhouderswaarde
Als topman bij AMRO en later ABN AMRO lag de focus van Groenink – volgens het angelsaksisch model – op het vergroten van de aandeelhouderswaarde. De gedachte hierachter was dat er een tendens was van fusies en overnames binnen de bankwereld. Alleen met een hoge beurswaarde zou ABN AMRO een vijandige overname kunnen voorkomen en zelf overnames kunnen doen. De koerswijziging die hij met dit beleid inzette werd als een grote breuk met het verleden bestempeld. Daarnaast lukte het Groenink niet om de kosten in de hand te houden en miste ABN AMRO volgens analisten focus. "Overal alles willen doen, dat is typisch ABN AMRO. Rijkman Groenink is een imperiumbouwer, hij is te ambitieus, hij koopt alles wat hij maar kan krijgen, hij wil de compleetste bank van de wereld zijn," aldus analisten. Soortgelijke kritiek kwam van het hedgefonds The Children's Investment (TCI). Het fonds zette begin 2007 bestuursvoorzitter Rijkman Groenink onder druk om actie te ondernemen. De "onsamenhangende strategie" beschouwden TCI en andere hedgefondsen (o.a. Tosca) als mislukt en het zou meer geld opbrengen de bank in losse delen te verkopen. In weerwil van het voornemen van Groenink om vooral de aandeelhouders te bedienen, waren het dividend en de koers van het aandeel ABN AMRO niet gestegen. Pas toen het bedrijf overgenomen werd door het bankentrio, stegen de beurswaarde tot het recordbedrag van 72 miljard euro bij overname in 2007. Voor de aandeelhouders werd het daarmee: "Eind goed, al goed".

## Andere functies
Naast zijn werk voor de ABN AMRO was hij actief als bestuurslid of adviseur bij SHV Holdings, Stadsherstel Amsterdam N.V., Flint Holding N.V. en voor verschillende culturele organisaties, zoals het Stedelijk Museum, de Vereniging Rembrandt en de Mondriaan Stichting. Een benoeming in de board (de Britse Raad van Commissarissen) bij Shell ging in maart 2007 niet door. Rijkman Groenink trok zich terug na kritiek van onder meer het ABP, dat hij al zijn aandacht zou moeten richten op zijn werkzaamheden als topman bij zijn in overnamestrijd verkerende ABN AMRO.
Anno 2021 vervult Rijkman Groenink nog de volgende functies: 
Voorzitter van de Raad van Commissarissen Dutch African Investment Holding BV, voorzitter Raad van Toezicht Stedelijk Museum Amsterdam, commissaris EWT, commissaris (voorzitter) ANP, partner bij Atlas Invest (een Belgische investeringsmaatschappij die zich richt op groene energie), commissaris bij het Britse bedrijf G24 Innovations (een technologiebedrijf dat zonnecellen maakt), commissaris (voorzitter) V-Ventures, non-executive Director Elephant Talk Communications Inc. en commissaris SHV Holdings.

## Groenink na ABN AMRO en Shell
In 2008 ontving Groenink opnieuw een bonus van ABN AMRO over het jaar 2007. Deze bonus zou volgens ABN AMRO 1,4 miljoen euro bedragen. Volgens de Vereniging van Effectenbezitters werd de bonus ten onrechte uitgekeerd omdat ABN AMRO de doelstellingen over 2007 niet had gehaald.
Na het afketsen van de positie bij Shell verdween Groenink enige tijd uit het nieuws. In juli 2008 werd Rijkman Groenink benoemd tot commissaris bij het Britse bedrijf G24 Innovations, een technologiebedrijf dat zonnecellen maakt. Ook zou hij een bestuursfunctie bekleden bij Atlas Invest, een Belgische investeringsmaatschappij die investeert in groene energie. Begin april 2011 werd Groenink opgenomen in het bestuur van telecommunicatiebedrijf Elephant Talk Communications, in welk bedrijf hij in diverse comités plaatsnam, waaronder die voor ondernemingsbestuur en financiële controle.
In oktober 2008, na overname van ABN AMRO door de Nederlandse staat, zei Rijkman Groenink dat hij wilde terugkeren bij ABN AMRO. Groenink zei van grote waarde te kunnen zijn voor de bank, omdat er niemand anders in Nederland zou zijn met zo veel ervaring in het bankwezen en specifieke kennis van ABN AMRO. Tijdens het gesprek met journalisten van persbureau Bloomberg verzuchtte Groenink over zijn afkoopsom en optieregeling: "Ik had het geld niet nodig en wilde het ook niet. Maar het publiek denkt dat ik een graaier ben en de bank verkwanseld heb."
Op 24 februari 2012 gaf Rijkman een groot interview in het programma College Tour.

## Persoonlijk
Groenink heeft vier kinderen, van wie twee uit een eerder huwelijk. 